# Agrochola fuscago
Agrochola fuscago là một loài bướm đêm trong họ Noctuidae.